# Svatý rok 1900
Jubilejní všeobecný Svatý rok 1900 (20. řádné univerzální jubileum), který navázal na předchozí řadu Svatých roků, vyhlásil papež Lev XIII. 11. května 1899 bulou Properante ad Exitum Saeculo. Poprvé od sjednocení Itálie vyhlásil jubileum také král ve své „řeči koruny“. Papež vyslal výzvu k probuzení víry v křesťanském lidu na celém světě. Hlavním záměrem bylo čelit dvojí výzvě, kterou je modernizace křesťanského života a christianizace moderního života. Odpovědnost za přijímání poutníků poprvé připadla italským úřadům. Svatý rok se odrazil i v italských horách: na vrcholcích od Piemontu na severu až po Sicílii na jihu byly vztyčeny památníky připomínající jubileum, aby vzdaly hold Vykupiteli.

## Odkaz Pia IX.

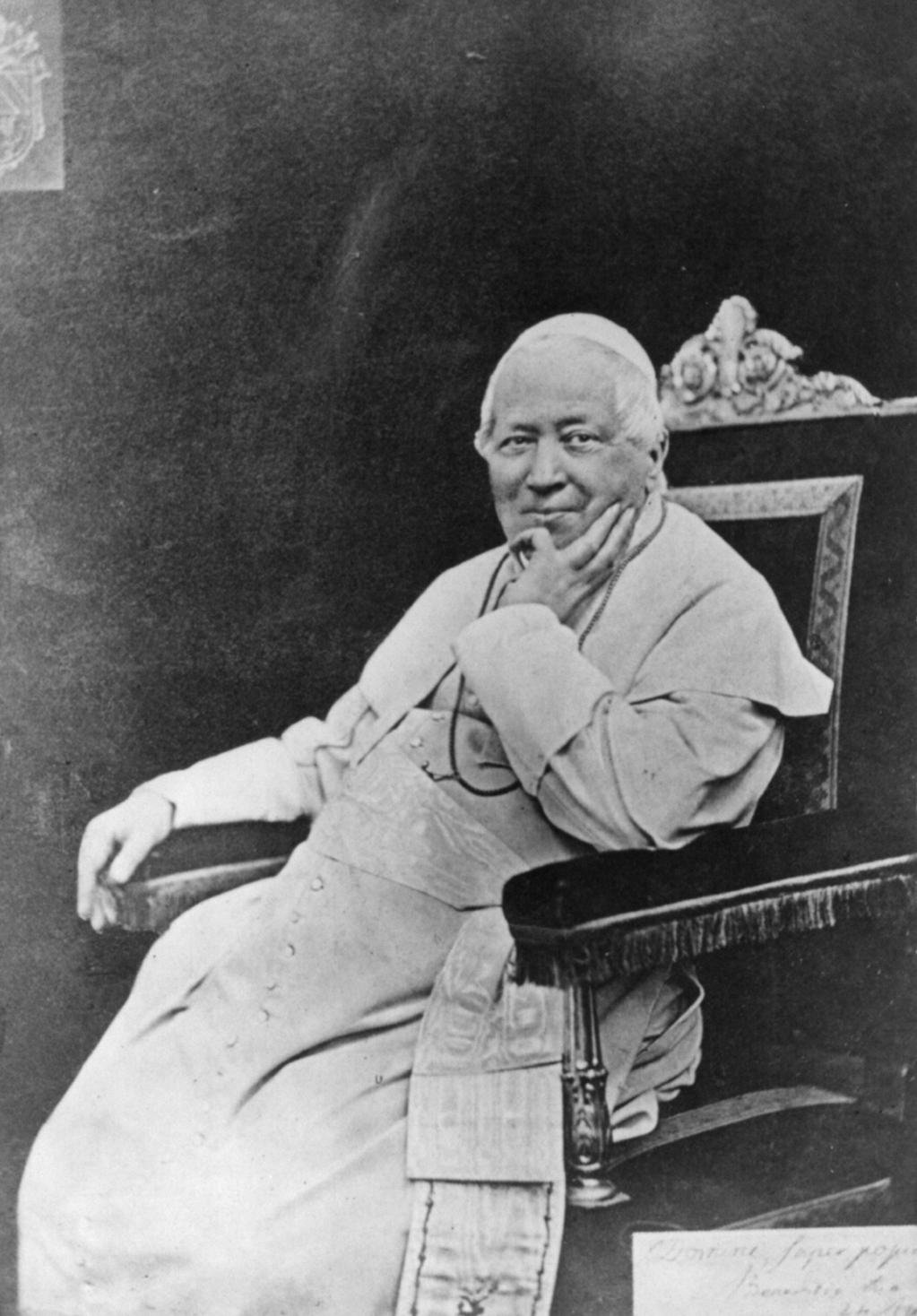
Papež Pius IX. za jehož pontifikátu se konal Svatý rok 1875, čtyři mimořádné Svaté roky a jeden řádný v roce 1850 neproběhl.

Papež Pius IX. zemřel 7. února 1878 po 32letém pontifikátu – do té doby nejdelším v dějinách církve. Do poslední chvíle si zachoval duševní vyrovnanost, ale v letech po zániku papežského státu se cítil stále více osamělý. Uvědomoval si, že se před jeho zraky uzavírá jedno údobí dějin lidstva. Od starce, který už dávno překročil osmdesátku, už nikdo nečekal změnu postoje a on sám před smrtí prohlásil: „Můj nástupce se bude muset inspirovat mou věrností k církvi a mou touhou konat dobro. Pokud se týká ostatního, všechno kolem mne se změnilo. Můj systém a má politika jsou přežité. Jsem však už příliš starý, abych změnil směr – to bude úkol mého nástupce.“

## Nový papež
Novým papežem se stal kardinál Gioacchino Pecci – Lev XIII., téměř sedmdesátník. Ač v mládí v papežské diplomacii neuspěl a pak 33 let byl arcibiskupem v Perugii, přece se stal papežem. I starobylé proroctví o papežích označilo nástupce Pia IX. titulem „Lumen in caelo“ – světlem na nebi. V rodinném znaku Lva XIII. byla skutečně kometa, ale jeho pontifikát vnesl do temné budoucnosti církve nové světlo, takže se stal prvním papežem moderní doby.

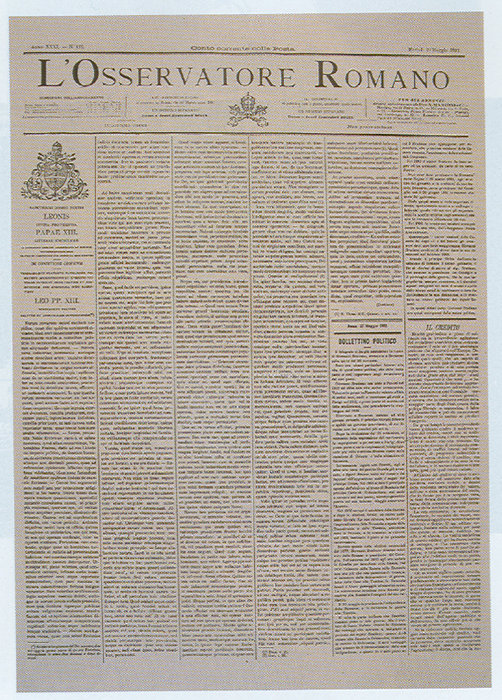
Encyklika Rerum Novarum publikovaná v L'Osservatore Romano

V době jeho volby se ozývalo z řad liberálů, marxistů, že Bůh je mrtev. Lev XIII. však byl vzdálen osobních sympatií a antipatií. Pohlížel svým orlím zrakem na svou dobu shora a byl schopen ocenit kdekoliv to, co si ocenění zasloužilo. Své plány uskutečňoval taktně a měl jasný program. Tak během svého dlouhého pontifikátu mohl splnit to, nač už Piu IX. nestačily síly. Rozuměl politice, ale měl i hluboké kulturní a teologické vzdělání. To dokazuje 77 encyklik, které sám sepsal. Všechny se týkají duchovních problémů. Přitom však i on pokračoval v linii svého předchůdce. V ničem zásadním se neuchýlil od nauky církve, dovedl však ustoupit v nedůležitých podrobnostech. Byl si především vědom, že evangelium nebude možno ve světě šířit, uzavře-li katolíky do ghetta. Pochopil, že je nutno otevřít církev vůči rodícímu se modernímu světu. Proto nejen znovu zdůraznil starou katolickou nauku, že světskou moc je nutno poslouchat, ale také že křesťanství je jedinou platnou odpovědí na teorie narušující lidské soužití. Tím dosáhl, že se někde otevřela možnost dorozumění, jinde byly i odvolány proticírkevní zákony a církvi dána větší svoboda.
V roce 1891 vydal slavnou encykliku „Rerum novarum“. Odsoudil v ní ekonomický liberalismus, který sobeckými zájmy hrstky zapříčinil nespravedlivý úpadek pracující třídy, využívaný socialismem k rozdmychování třídní nenávisti. Tak připravil ateistické socialistické teoretiky o jejich argumenty proti církvi a současně předložil světu spravedlivější řešení sociální spravedlnosti křesťanskou láskou. Zásadou Lva XIII. vždy bylo, že se církev nemusí bát pravdy. I ostatními encyklikami dokázal, že křesťanství má co říci člověku každé doby, i moderní.

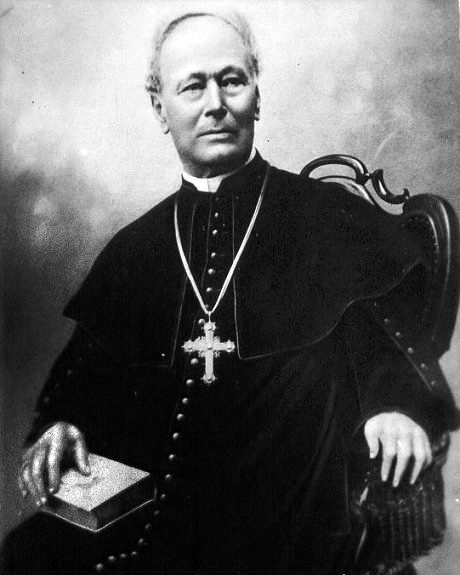
Biskup Strossmayer

### Lev XIII. a Slované
Slovanům se zapsal do vděčné paměti encyklikou „Grande munus“ z 30. září 1880. V ní před celou církví vyzdvihl záslužné dílo svatých Cyrila a Metoděje, jejichž liturgickou úctu rozšířil na celou církev. Mohutná pouť ze slovanských zemí vedená đakovským biskupem Strossmayerem v létě následujícího roku byla projevem díkú papeži. Během audience jej poprosil mladý moravský kaplan Antonín Cyril Stojan o posvěcení obrazů určených pro památné moravské svatyně. Při 1000. výročí smrti svatého Metoděje dal Lev XIII. konat v Římě oslavy. Zúčastnili se jich i první seminaristé České koleje otevřené na popud papeže za spolupráce českých biskupů v předešlém roce 1884. Koleji byl připsán český poutní dům a jeho majetek. Blížil se konec století a s ním i otázka Svatého roku.

## Průběh Svatého roku 1900

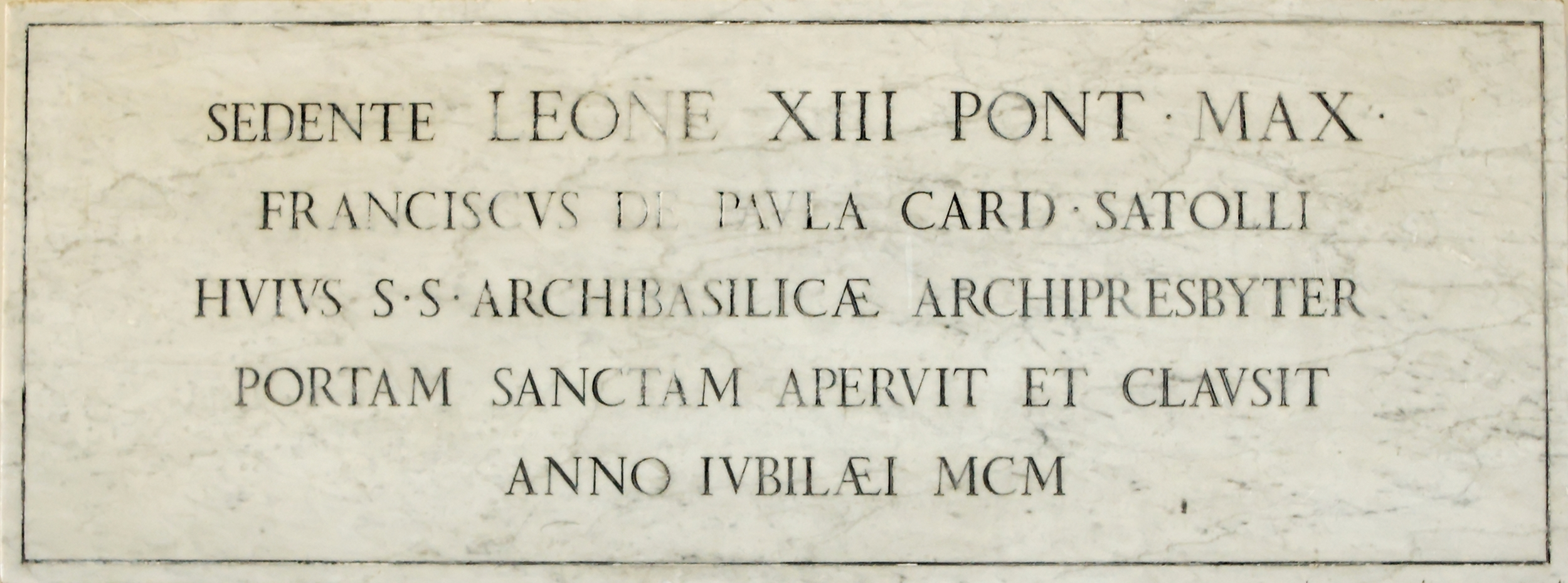
Nápis připomínající otevření a zavření Svatých bran papežem Lvem XIII. k jubileu roku 1900.
Křížová chodba lateránské baziliky (Řím).

Právní postavení papeže v Římě se od dob Pia IX. nezměnilo. Ani italský stát, ani smířlivý Lev XIII. však neměli zájem na vyhrocení tzv. římské otázky. Do Říma se stále sjížděly miliony poutníků z celého světa, aby dokázaly svou úctu k papeži a neúnosnost jeho postavení jeho nepřátelům a italské vládě. To jasně ukázaly oslavy biskupského jubilea Lva XIII. v roce 1888. Moderní dopravní prostředky zcela změnily i způsob pouti: do Říma se jezdilo vlakem nebo lodí. Nebylo však tam už bratrstev pečujících o poutníky. Jejich majetek byl zkonfiskován laickým státem a poutníci byli odkázáni sami na sebe. I v okolí papežově se ozývaly hlasy, že něco podobného se do moderní doby nehodí. Při vzpomínce na Svatý rok slavený naposled v roce 1825 však 89letý kmet rozhodl, že se Svatý rok v Římě slavit bude.

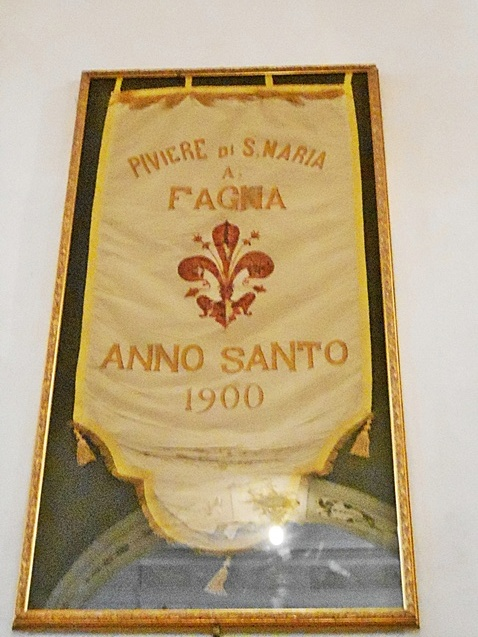
Korouhev ke Svatému roku 1900

11. května 1899, na svátek Nanebevstoupení Páně, se četla jubilejní bula, sepsaná klasickou latinou; jejím autorem byl sám papež. Začínala takto: „Na sklonku století, jímž nám dopřál Bůh téměř celým projít, jsme se rozhodli vyhlásit, povzbuzeni zvykem předků, to, co by prospělo k spáse křesťanského lidu a co by bylo též jakýmsi vrcholným projevem starostlivosti našeho pontifikátu, tak různě projevované. Máme na mysli velké jubileum, uvedené už od dávných dob do křesťanského řádu a schválené prozíravostí našich předchůdců, jež naši otcové obvykle nazývali Svatým rokem.“
Nato papež živě vzpomíná na Svatý rok 1825: „My sami jsme byli svědky toho, jak onen naposled slavně konaný za papeže Lva XII., když jsme ještě byli v chlapeckém věku, prospěl k spáse a kdy Řím poskytl veřejně vyznávané víře rozsáhlý a bezpečný prostor. Máme V paměti a dosud v duchu před sebou vidíme zástupy poutníků, početná procesí ubírající se z chrámu do chrámu, apoštolské muže kážící na veřejných prostranstvích, přepamátná místa Říma zvučet Boží chválou a papeže v doprovodu kardinálů, jak dával před očima všech příklad zbožnosti a blíženské lásky. A tím trpčejí se ze vzpomínky na ony časy navrací mysl do dnešní doby.“

### Podmínky pro získání odpustků

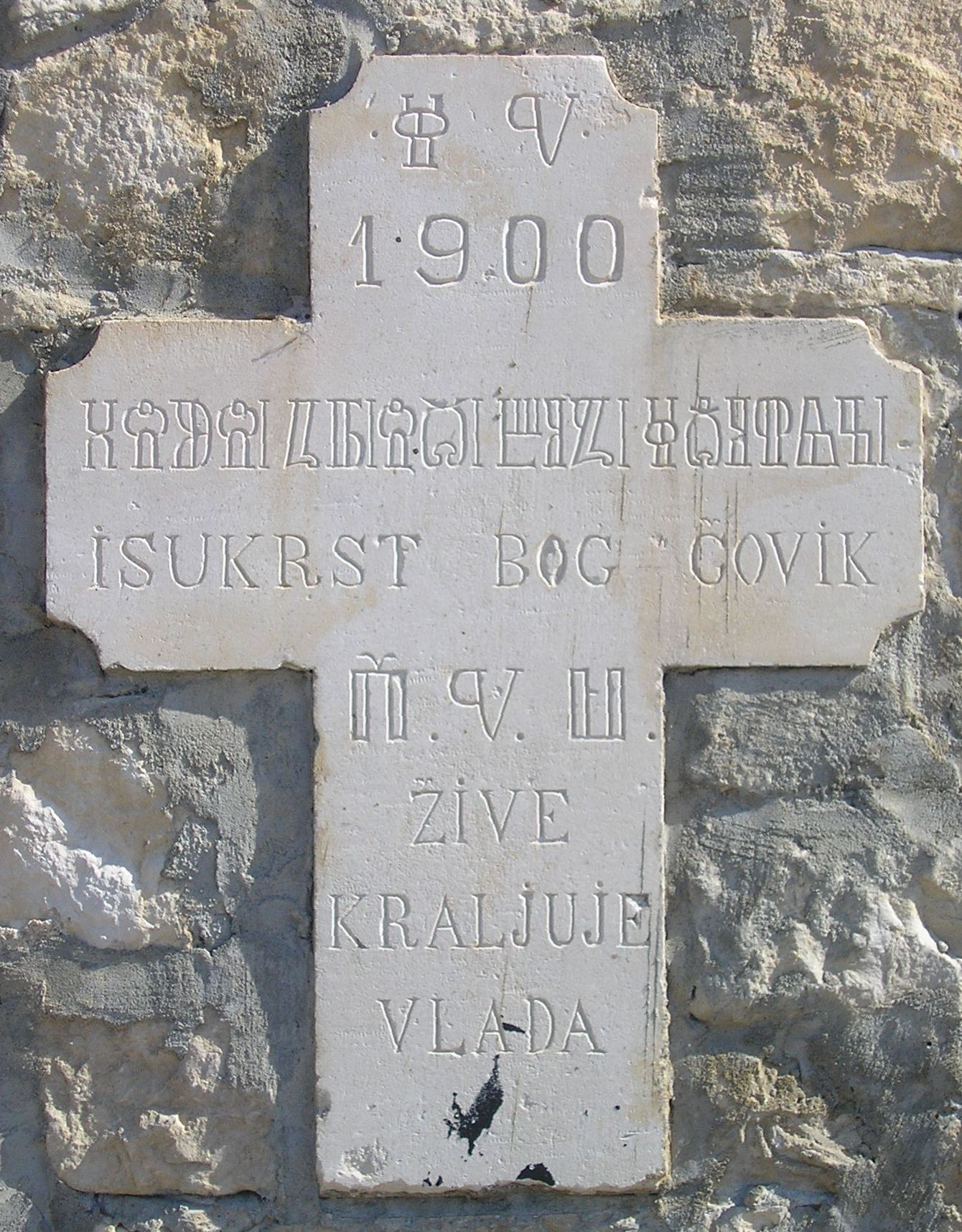
Kříž na kostele sv. Víta v chorvatském Vidu ke Svatému roku 1900

Bula stanovila dvacet návštěv čtyř jubilejních bazilik pro římské poutníky, pro mimořímské deset. V nich se měli modlit „za vyvýšení církve, za obrácení zbloudilých, za svornost katolických vládců a za spásu křesťanského lidu“. Na onen rok byly také zrušeny 30. září 1899 všechny jiné odpustky a současně dána možnost k získání jubilejních i těm, kteří do Říma přijet nemohou. 14. prosince určil papež v konzistoři tři kardinály legáty k otevření Svatých bran a vyslovil přání na adresu italské vlády, aby aspoň v Svatém roce nebyly poutníkům kladeny překážky a aby, jak pravil, „v zachování někdejšího pořádku poznal poutník, že Řím je město posvátné. Vždyť ožebračením papeže byli o svobodu připraveni všichni katolíci, neboť k úkonům zbožnosti poutníků domácích i cizích byly ponechány pouze kostely.“ V italském parlamentě se zase tvrdilo, že poutníci musí uznat, že Řím je hlavním městem Itálie a že italské právo je slučitelné se svobodným vykonáváním papežovy autority.
24. prosince ráno 1899 bylo kvůli bezpečnosti rozmístěno na naplněném náměstí Svatopetrském 200 četníků, 600 vojáků a několik set vojenských a policejních oddílů bylo v blízkosti. Ukázalo se však, že se nebylo čeho obávat. Když se objevil v předsíni baziliky v doprovodu prelátů a svých stráží velebný kmet, poutníci propukli v nadšený jásot, a když se svící v třesoucí se ruce a s křížem nedlouho poté překročil práh po 75 letech znovu otevřené Svaté brány, mnozí měli dojem, že tu na prahu posvátné baziliky vstupuje se Lvem XIII. i celá církev do dvacátého století. Na žádost francouzských biskupů pak dovolil v celém světě konat na přelomu století slavné půlnoční mše svaté. Slavná byla ve svatopetrské bazilice, ale Lev XIII. celebroval soukromě ve své kapli za zdar století, jež nastávalo. Liberální tisk jedovatě poznamenal, že nové století oslavuje jen papež a německý císař.

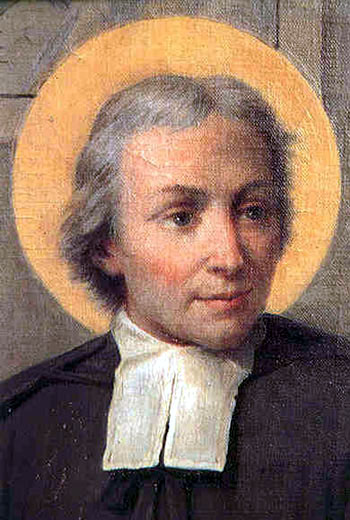
Jan Křtitel de la Salle svatořečený 24. 5. 1900

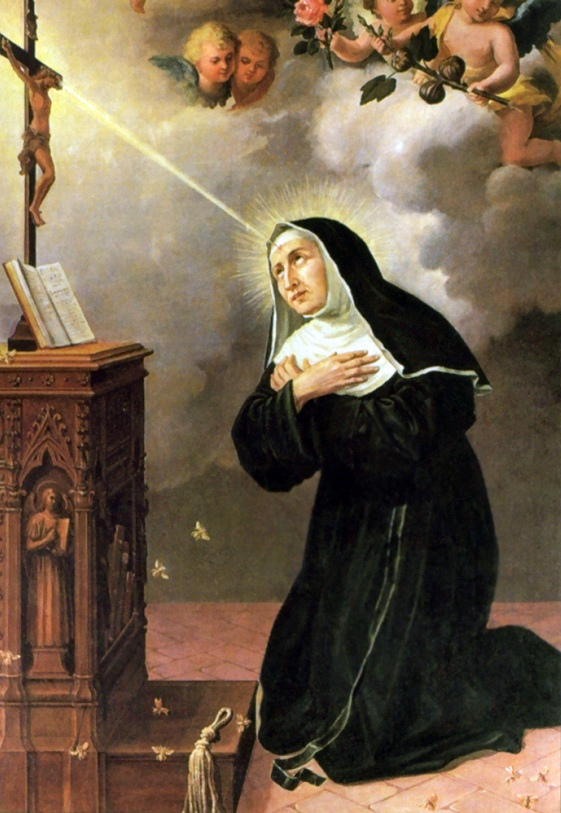
Rita z Cascie svatořečená 24. 5. 1900

### Papežovy narozeniny
2. března slavili katolíci nadšeně devadesátiny Lva XIII. Ten jen skromně prohlásil: „Vstupujeme do dalšího roku našeho pontifikátu lidsky řečeno s údivem nad vlastním vysokým věkem, který je dopřán jen hrstce lidí. Kdo však může znát záměry Boží Prozřetelnosti? My ale víme, a to ať je k útěše všech, mladých i starých, že každý z nás žije pod křídly lásky Boha, který je vždy milujícím otcem všech lidí. S láskou život dává, s láskou jej i odnímá. Nechť se tedy pokorně a zbožně povždy ctí Boží vůle, ať je jakákoliv.“
V dubnu navštívilo Řím na čtvrt milionu cizinců a 24. května byli svatořečeni zakladatel školských bratří Jan Křtitel de la Salle a svatá Rita z Cascie. Ve Svatém roce 1900 Lev XIII. také zasvětil celý svět Božskému Srdci Ježíšovu.

### Čeští poutníci

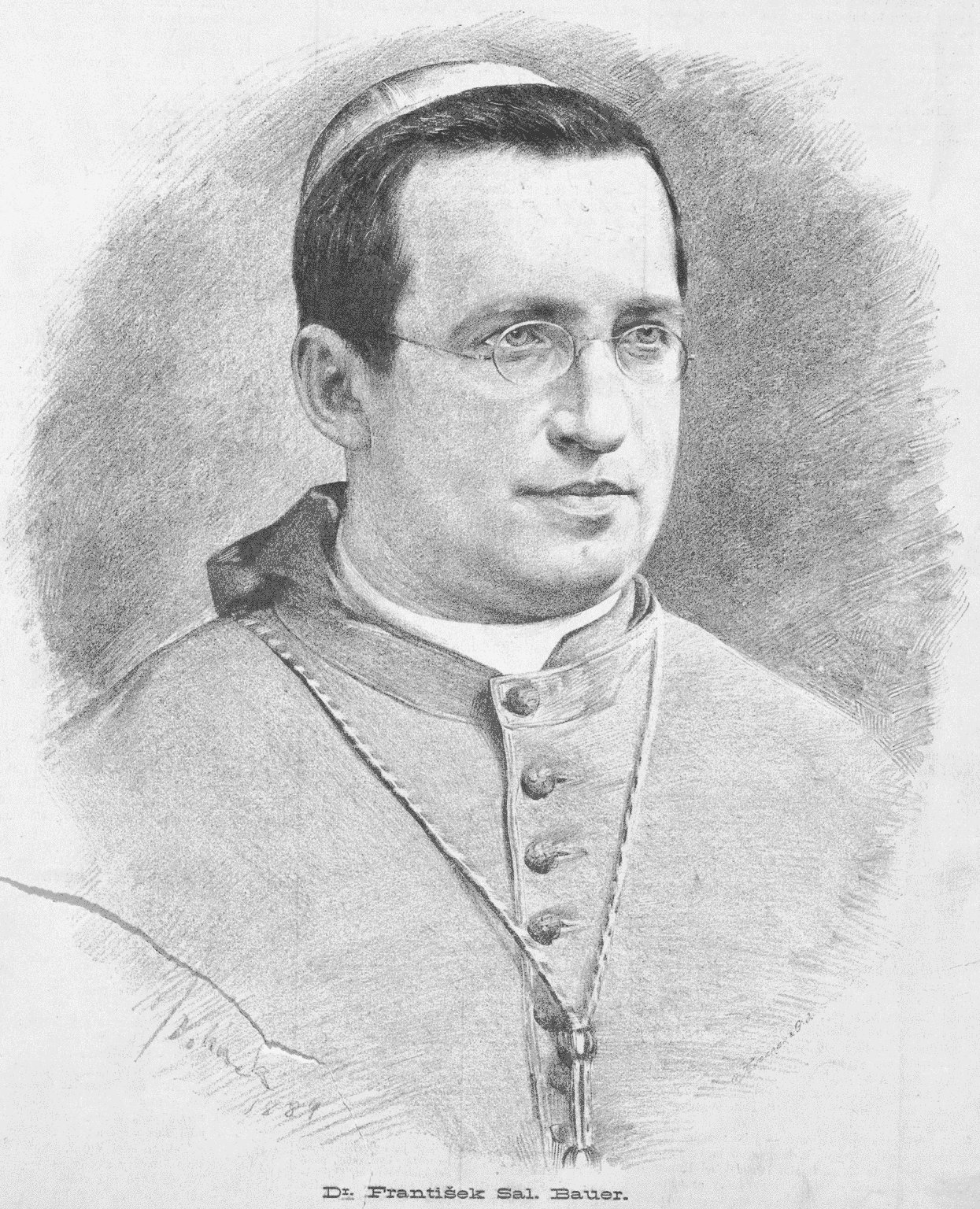
Biskup Bauer

22. března přijelo s brněnským biskupem Bauerem 500 poutníků z Moravy. Byli ubytování v různých hospicích a hotelech. Dopisovatel jezuitského časopisu „La Civiltà Cattolica“ udává, že začali návštěvy bazilik „s obvyklou spořádaností a přesností oněch národů vychovaných ve smyslu pro pořádek; mnozí byli oděni v národní kroje – ženy v pestrobarevných kabátcích a krátkých sukních, jak je to zvykem v oněch krajích kvůli sněhu, na hlavě s šátky splývajícími na bok a svázanými na způsob turbanů. Muži vysocí jako husaři, v kabátcích z bílého sukna s dvojitou řadou třpytivých knoflíků, ve vysokých holínkách a s kulatou pokrývkou hlavy: všichni velmi čistě upravení.“ S nimi přišla i řada kněží. Poutníci zazpívali při audienci Lvu XIII. papežskou hymnu a národní písně. Méně pozornosti vzbudila v dubnu česká pouť vedená kardinálem Schönbornem; byla složena převážně z duchovních a české šlechty – vcelku asi 500 poutníků.
Brněnský katolický časopis „Hlídka“ si postěžoval: „Účastenství z Moravy ještě bylo aspoň na první výzvu čestné, leč pouť z Čech zklamala slabou účastí ... V porovnání s menšími národy, s nimiž zajisté v jiném ohledu porovnání sneseme, je tato účast velmi malá.“

## Závěrečné hodnocení
Je ovšem nutno dodat, že pouť do Říma byla právě pro mnohé, kteří by si ji byli rádi vykonali, finančně nedostupná. Navzdor různým obtížím způsobeným italskými úřady a provokacím liberálních živlů Svatý rok proběhl klidně a překonal první očekávání. Potvrdila se tak i moudrost rozhodnutí papeže Lva XIII., který i svým nástupcům přenechal jako dědictví heslo umístěné pod jeho portrétem od F. A. Lászla v pařížském Louvru, z něhož svítí jeho usměvavé oči: „Mnozí bojují proti mně, já však budu v Tebe doufat, Bože můj.“